# Hrabstwo Summers
Hrabstwo Summers (ang. Summers County) – hrabstwo w stanie Wirginia Zachodnia w Stanach Zjednoczonych. Obszar całkowity hrabstwa obejmuje powierzchnię 367,72 mil² (952,39 km²). Według szacunków United States Census Bureau w roku 2010 miało 13 927 mieszkańców.
Hrabstwo powstało w 1871 roku.

## Miasta

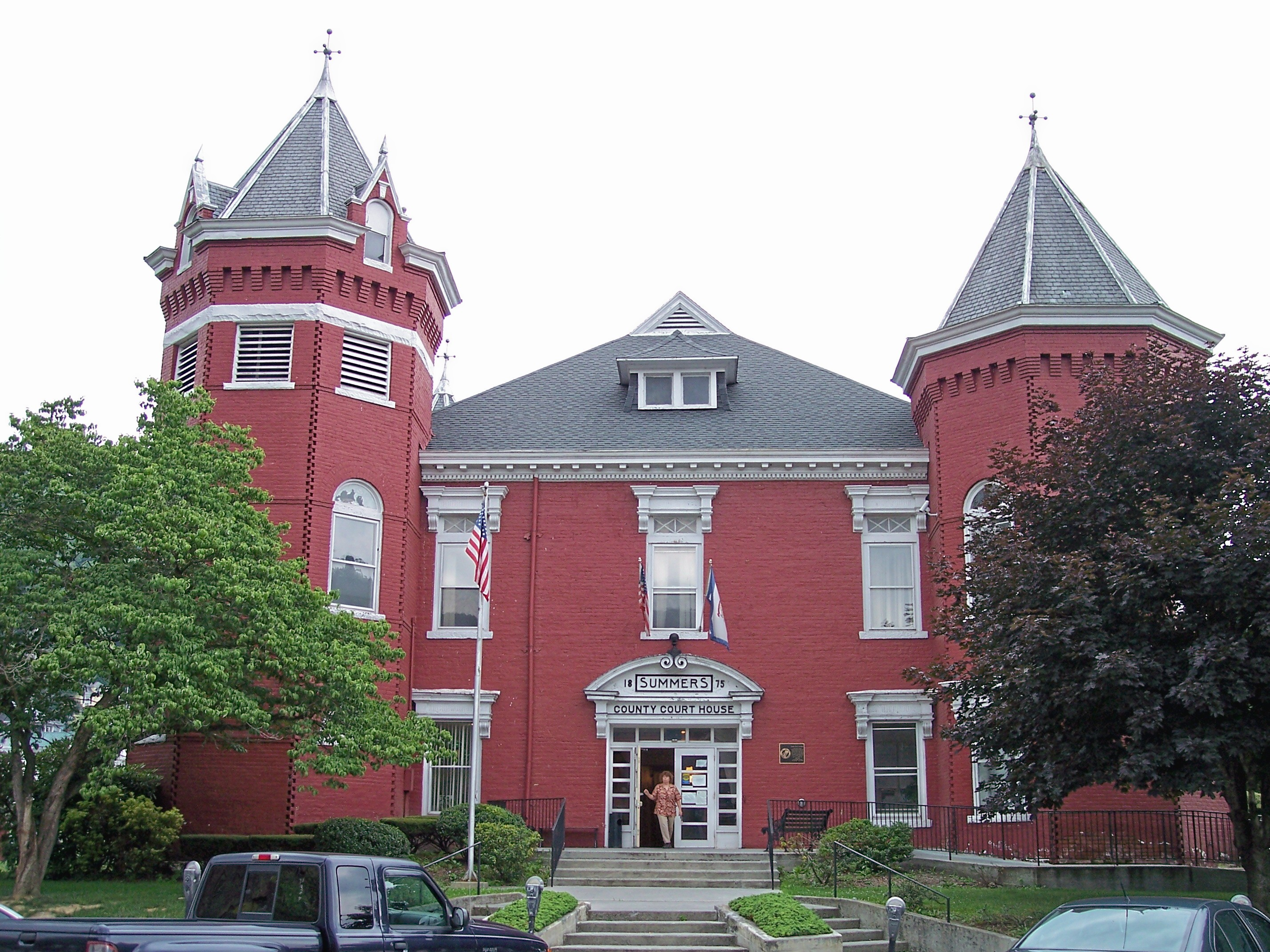
Budynek administracji (courthouse) w Hinton

- Hinton[4]

| Populacja hrabstwa w poprzednich latach | Populacja hrabstwa w poprzednich latach |
| Rok                                     | Liczba ludności                         |
| --------------------------------------- | --------------------------------------- |
| 1980                                    | 15 314                                  |
| 1990                                    | 14 204                                  |
| 2000                                    | 12 999                                  |
| 2010                                    | 13 927                                  |